# Central Córdoba de Rosario
Der Club Atlético Central Córdoba ist ein argentinischer Fußballverein aus Rosario. Der Verein wurde 1906 gegründet und trägt seine Heimspiele im Estadio Gabino Sosa aus. Aktuell spielt Central Córdoba de Rosario in der Primera C, der vierten argentinischen Liga.

## Geschichte

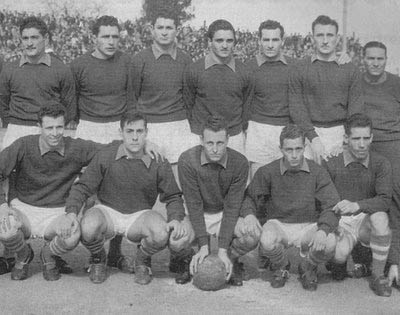
Die Aufstiegsmannschaft von Central Córdoba in die Primera División 1957

Der Verein Club Atlético Central Córdoba wurde am 20. Oktober 1906 in Rosario, mit einer knappen Million Einwohnern drittgrößte argentinische Stadt und in der Provinz Santa Fe gelegen, von einer Gruppe von Arbeitern der örtlichen Eisenbahngesellschaft, gegründet. Die Vereinsfarben sind seit der Anfangszeit des Klubs blau und weiß.
In seiner nunmehr über hundertjährigen Geschichte verbrachte Central Córdoba de Rosario nur zwei Spielzeiten in der Primera División, der höchsten Spielklasse des argentinischen Vereinsfußballs. Durch einen Sieg im Entscheidungsspiel um den ersten Platz in der Primera B 1957 gegen Quilmes AC schaffte Central Córdoba zur Erstligasaison 1958 erstmals den Sprung in die Primera División. Dort belegte man im ersten Jahr einen beachtlichen zehnten Tabellenplatz. Ganze fünfzehn Zähler trennten den Außenseiter dabei vom einzigen Absteiger CA Tigre. Im Jahr darauf lief es dann aber weniger optimal für die Mannen aus Rosario, man beendete die Primera División 1959 auf dem letzten von sechzehn Plätzen des Klassements und musste nach zwei Jahren wieder den Gang zurück in den Zweitklassigkeit antreten. Zwei Punkte trennten Central Córdoba nach dem Ende aller Spieltage von Lokalrivale Rosario Central und damit vom rettenden Ufer.
Nach dem Abstieg aus der Primera División wurde es reichlich ruhig um Central Córdoba de Rosario. Der Verein schaffte es bis heute nicht, in die erste argentinische Fußballliga zurückzukehren, sondern graupelte jahrzehntelang zwischen Zweit-, Dritt- sowie Viertklassigkeit hin und her. Aktuell spielt die Mannschaft in der Primera C, einer der beiden vierthöchsten Spielklassen in Argentinien. 2012/13 gelang aber ein kleines Ausrufezeichen in der Copa Argentina, als man den großen Lokalrivalen Rosario Central in dessen Stadion mit 2:1 düpieren und in die nächste Runde einziehen konnte.
Bereits im Vorfeld der Fußball-Weltmeisterschaft 1974 sorgte Central Córdoba beziehungsweise einige Spieler des Vereins, allen voran Tomás Carlovich, für Furore. In einem Freundschaftsspiel zwischen der argentinischen Nationalmannschaft mit der Formation, die für die Weltmeisterschaft in Deutschland vorgesehen war, und einer Auswahl von Spielern der Vereine aus Rosario, führte letzteres Team schon zur Halbzeit mit 3:0. Alle drei Tore besorgte Carlovich von Central Córdoba, sodass der argentinische Nationalcoach Vladislao Cap seinen Gegenüber aus Rosario bat, Carlovich zur Halbzeit rauszunehmen. Dieser tat das auch und das Team aus Rosario schoss kein weiteres Tor mehr. Da aber auch die Nationalmannschaft Argentiniens nur noch einen Treffer beisteuern konnte, stand am Ende dennoch das 3:1 für Team Rosario zu Buche, woraufhin in der argentinischen Öffentlichkeit beachtliche Zweifel an der WM-Tauglichkeit von Caps Mannschaft laut wurden. Wenige Wochen später schied Argentinien in der Zwischenrunde der Weltmeisterschaft aus, wusste aber insgesamt bei dem Turnier kaum zu überzeugen. Vladislao Cap war daraufhin seinen Job als Nationaltrainer los und der argentinische Verband läutete mit der Verpflichtung von César Luis Menotti einen Umbruch ein, der schließlich vier Jahre später zum Weltmeistertitel im eigenen Land führte.

## Erfolge
- Primera B: 1× (1957)
- Primera B Metropolitano: 1× (1990/91)
- Primera C: 4× (1952, 1973, 1982, 1987/88)

## Bekannte Spieler
- Sergio Omar Almirón, verbrachte viele Jahre seiner Laufbahn bei den Newell’s Old Boys aus Rosario, zudem sechsfacher argentinischer Internationaler, 1992 bis 1994 bei Central Córdoba de Rosario
- Gabriel Caballero, mexikanischer Teilnehmer an der Fußball-Weltmeisterschaft 2002 und Aktiver von Santos Laguna und Pachuca, 1989 bis 1993 Karrierebeginn bei Central Córdoba
- Fabián Cancelarich, argentinischer WM-Teilnehmer von 1990, lange Zeit für Ferro Carril Oeste, Belgrano Córdoba und Platense aktiv, 2000 bis 2004 Karriereausklang bei Central Córdoba de Rosario
- Tomás Carlovich, spielte weite Teile seiner Laufbahn bei Central Córdoba de Rosario, 1974 dreifacher Torschütze beim 3:1-Erfolg einer Mannschaft aus Rosario gegen die argentinische Nationalmannschaft
- Vicente de la Mata, großer Stürmer von Independiente Avellaneda in den Dreißiger- und Vierzigerjahren, durchlief die Jugendabteilungen von Central Córdoba und debütierte dort auch im Profibereich
- Gabino Sosa, fünfzehnfacher Nationalspieler von Argentinien und Südamerikameister von 1921, verbrachte seine gesamte Laufbahn bei Central Córdoba, seit 1969 Namensgeber des Stadions des Vereins